# Capilla de la Virgen del Carmen (Sucre)
La capilla de la Virgen del Carmen, también conocida como capilla de la Rotonda o simplemente la Rotonda, es un templo cristiano de estilo neoclásico del siglo XIX en Sucre, capital de Bolivia. Anteriormente se ubicaba en la zona de El Prado —en el actual Parque Simón Bolívar—, y se trasladó a su ubicación en la calle Ladislao Cabrera a principios del siglo XX.

## Historia

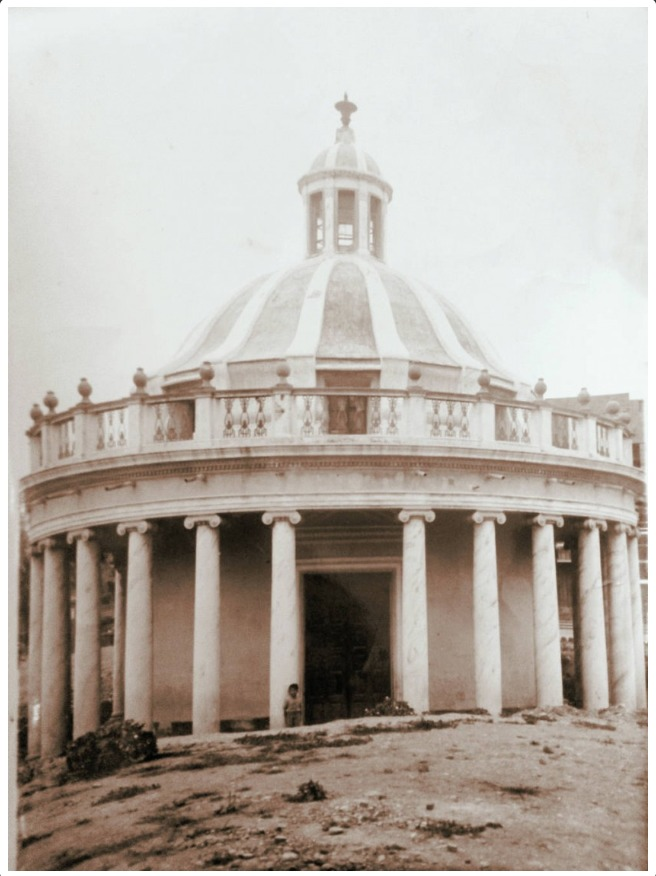
La capilla en 1935

En 1850, mientras el presidente Manuel Isidoro Belzu estaba paseando a caballo por El Prado fue alcanzado en un atentado por una bala, pero sobrevivió. Ya que él le era devoto, consideró que fue salvado gracias a la Virgen del Carmen, por lo que mandó a construir la capilla en 1852 como conmemoración del suceso. La imagen de la virgen que aún permanece en la capilla fue traída desde Europa.
En 1940 el edificio fue trasladado a la calle Ladislao Cabrera, debido a las obras del ferrocarril que unía Sucre y Potosí, que comenzaron en 1930. Durante este traslado se encontraron la casaca y el pañuelo manchados de sangre que ofreció Belzu durante su construcción; estos se pueden encontrar desde entonces en el museo de la Casa de la Libertad. En la actualidad el templo alberga las celebraciones de la fiesta del Carmen, así como a su mercado de miniaturas artesanales.

## Arquitectura
Es un monumento conmemorativo de estilo neoclásico, inspirado en el templete de San Pietro in Montorio de Roma. Presenta planta circular, cuenta con veintiocho columnas jónicas y está rematado por una cúpula de media naranja. La fachada muestra la división en dos cuerpos: la parte superior con cornisamento abalaustrado y dados de mampostería que rematan en pináculos a la altura de la terraza; todo el conjunto está terminado con parapeto abalaustrado alternado. El ingreso al recinto está jerarquizado por una portada con jambas, dintel acanalado y un frontoncillo triangular.
El inmueble ha sufrido ciertas modificaciones a su infraestructura debido al traslado de su lugar de origen el año 1940, como la falta de dos columnas. Debido al paso del tiempo y la humedad, el monumento requirió de un proceso de restauración que comenzó 2021. El acceso difícil a la cúspide y al tambor los dejó en un estado de abandono durante varias décadas, lo que terminó por causar humedades y grietas.